# プロジェクトA119

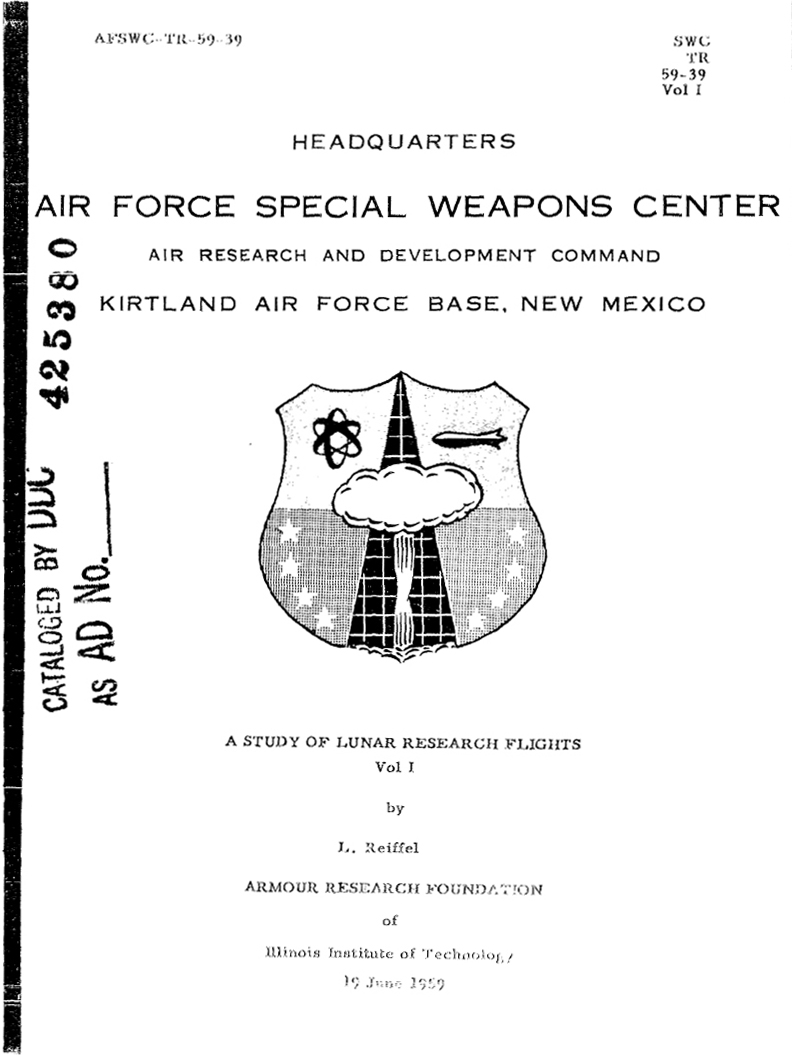
『月面調査飛行の研究』1号の表紙

プロジェクトA119(Project A119)とは、月面調査飛行の研究(A Study of Lunar Research Flights)の別名をもつ、アメリカ空軍が1958年に極秘で進めていた計画である。月で原子爆弾を爆発させてその過程を観察することで、惑星天文学や惑星地質学の謎を解くことを目的としていた。月のクレーターではなくその表面で爆発させれば、その爆発光は地球にいながら裸眼でもかろうじてみることができたはずである。宇宙開発競争でソビエト連邦に後れをとっていたアメリカは、この計画の成功により自国民を鼓舞することを目論んでいた。一方でソビエト連邦でも同じようなプロジェクトが進行していた。
この計画は結局実行されることなく、「空軍はリスクがメリットを上回ると判断した」ため白紙に戻された。有人の月面着陸のほうが、アメリカのみならず世界中のひとから支持されることは、誰の目からみても明らかだったからである。もし計画が実現していれば、宇宙空間の軍事化の先鞭となっていた可能性が高い。ソビエト連邦で進行中だった同じ計画 (Project E-4)もやはり実行にはいたらなかった。
この計画の存在は2020年になってアメリカ航空宇宙局の元局長であり、1958年に計画の指揮を執ったレオナルド・レイフェルから暴露された。若きカール・セーガンも、真空かつ低重力の環境下で核爆発が起こったときの影響について予測する研究をするとともに、研究としての価値自体を科学的に評価するチームの一員としてこの計画に関わっていた。関連文書は50年近くにわたって機密扱いをされ、レイフェルの暴露後も、アメリカ政府はこの研究への関与について公式に認めたことはない。

## 背景
冷戦のさなか、ソビエト連邦は1957年10月4日にスプートニク1号の打ち上げに成功し、宇宙開発競争をリードした。スプートニクは地球を周回する初めての人工衛星でもあった。アメリカが2度衛星を打ち上げ、そして失敗したヴァンガード計画との対比もあいまって、スプートニクの打ち上げ成功はメディアから「スプートニク・ショック」と呼ばれ、宇宙開発競争にはさらなる拍車がかかった。失地回復を目指すアメリカは様々な新しい研究や計画をスタートし、最終的にはエクスプローラー1号の打ち上げや、国防高等研究計画局（DAPRA）やアメリカ航空宇宙局（NASA）の創設につながった

## プロジェクト
1949年、イリノイ工科大学を基盤とするアーマー研究所が核爆発が環境に与える影響についての研究を開始する（この研究は1962年まで続行された）。 1958年5月、アーマー研究所は密かに月面での核爆発により起こりうる結果についての研究も開始している。この研究をそもそも提案したアメリカ空軍を後ろ盾にして進行したこの計画の目的は、地球から目視可能な核爆発を起こすことで、アメリカ国民を鼓舞することにあった。
プロジェクトA119が構想段階の時期に、ソビエト連邦が月面で水素爆弾を爆発する計画を進めているという話があることが新聞で報じられている。1957年後半の記事によると、情報源は不明だアメリカのシークレットサービスが11月7日の月食にあわせて月面で核爆発を起こし10月革命を記念する計画が進行中であった。ソビエト連邦での計画はうわさ段階の報道ではあったが、月の明暗境界線の夜側を目標にしているとされており、プロジェクトA119もまた爆発のターゲットをこの境界線にしていた。さらに記事では、月に命中させることに失敗すると、ミサイルが地球に戻ってくる可能性があることにも触れられていた。
同じような計画を「水爆の父」とも呼ばれるエドワード・テラーも推しており、1957年2月に、月の表面とある程度距離をおいた2地点で核兵器を爆発させることを提案していた。

### 研究

地球からもっとも視認性が高くなるよう、月の明暗境界線にそって爆発を起こすことが目指されていた

レオナルド・レイフェルが率いる10人のチームは、シカゴのイリノイ工科大学を中心に組織され、爆発がどのように見えるか、科学的にどのような意味があるか、月の表面にどのような影響があるかを研究した。メンバーには、天文学者のジェラルド・カイパーやカイパーが指導する博士課程の学生であるカール・セーガンがいた。セーガンは、爆発が地球から見えるかどうかに重要である、月周辺に爆発による粉塵がどれだけあがるかを数学的に予想する役割だった。
研究チームは、はじめ水素爆弾の使用を中心に検討していたが、アメリカ空軍は当時使用されていた水素爆弾はミサイルで飛ばすには重量が重すぎるためにその案を却下した。 代案として選ばれたのが、核出力1.7キロトンという比較的低出力でありながら、より小型で軽量である核弾頭であるW25だった。 1945年に日本の広島に落とされた核爆弾であるリトルボーイの出力は13–18キロトンだった 。計画では、W25はより視覚的にインパクトのある月の夜側にロケットで運ばれ、爆破によりまいあがった粉塵が太陽に照らされ、地球から肉眼で観測可能となるはずだった。レイフェルによれば、1959年にはアメリカ空軍が進めていた大陸間弾道ミサイルの開発によって、プロジェクトA119のような打ち上げ計画が技術的に可能になっていた。

### 計画の中止
1959年1月にアメリカ空軍はこの計画を中止した。ロケットの打ち上げが失敗することにより、世論に悪影響がでるリスクを勘案したものだと思われる。プロジェクトリーダーであったレイフェルによれば、将来的な月の研究や植民に、計画の実行による放射性降下物が影響を及ぼす可能性も問題視されていた。

## ソビエト連邦側の計画
2010年代になってソビエト連邦でも同様の計画を実際に準備していたことが明らかになったが、2023年の段階において、公文書を調べる限りでは立ち上げられたのは1958年であり、アメリカ側でソ連のプロジェクトが始動したという「匿名のうわさ」がまわりはじめた1957年ではない。公文書により確認できるソビエト連邦の計画もメディアで報じられたシナリオとは異なっている。1958年1月に、コードネーム«E»の頭文字で複数の計画が立ち上げられており、プロジェクトE-2とE-3には月の表面を写真撮影するために月の裏側に探査機を送る計画が含まれていた。そしてプロジェクトE-4の最終段階は、武力を誇示するために月面に核攻撃をするものであった。アメリカの計画同様に、ソ連の計画もまた月に核を打ち上げるためのロケットの安全性や信頼性に懸念があったたため中止された。

## 結果
1963年の部分的核実験禁止条約と1967年の宇宙条約の調印により、月で核兵器を爆発させるというコンセプトのさらなる研究は封じられた。それまではアメリカ、ソ連両国とも高高度核爆発を何度も実施していた（アメリカのハードタック作戦やアーガス作戦、フィッシュボウル作戦、ソ連のプロジェクトKなど)。
1969年になると、アメリカはアポロ11号により人類の月面着陸を成功させ、宇宙開発競争における勝者は明らかとなった。同年の12月、アポロ計画にもかかわった科学者のゲイリー・ラッサム(Gary Latham)が、月の地層の研究を促進するために月面で「小型の」核兵器を爆破することを提唱した。しかしこのアイデアは、月の自然な環境放射線を測定する計画の妨げになるという理由から、採用されなかった。
プロジェクトA119の存在は、作家のケイ・デイビッドソンがカール・セーガンの伝記を出版するための調査を通じばまで大部分が秘匿されていた。セーガンの計画へ関与していたことは、1959年にカリフォルニア大学バークレー校のミラー研究所で学位を請求していたことからわかる。そのなかでセーガンは計画における研究の詳細を明らかにしているが、デイビッドソンはそれを国家機密の漏洩とうけとった。セーガンが意図してか行ったリークにより、プロジェクトA119の過程で生まれた2つの極秘の論文のタイトルがわかった。1958年の『Possible Contribution of Lunar Nuclear Weapons Detonations to the Solution of Some Problems in Planetary Astronomy』と1959年の『1959 paper Radiological Contamination of the Moon by Nuclear Weapons Detonations』である。 1958年のI. Filosofoにクレジットがされた論文『Cosmic Radiation and Lunar Radioactivity』は、1961年にセーガンが全米研究評議会のために書いた論文の中で言及されている。いずれもプロジェクトにより生産された8本の報告書の一部であり、そのすべてが1987年に廃棄された。
デイビッドソンの調査のすえ書き上げられた伝記『Carl Sagan: A Life』は1999年に出版された。その直後にネイチャーに掲載された書評は、セーガンによってリークされた情報を発見したことに注目するものだった。これをうけてレイフェルは身柄を明かにしたうえでネイチャーにセーガンの活動が当時すでにプロジェクトの機密保持契約に違反していた可能性があることを認める書簡を送った。ついに研究の詳細について明かす機会を得たレイフェルの発言は、メディアで大いにとりあげられた。レイフェルは計画の存在を明らかにしながら、同時にそこでおこなわれた仕事についての非難もおこなった。レイフェルは「世論を動かすためにそんな合図をすることがかつて考えられていたことにぞっとする」と述べた。
そのような文書がつくられたことが明らかになったことをうけて、プロジェクトA119に関する情報公開請求が行われた。その結果、構想から40年以上が経過した『A Study of Lunar Research Flights』の1巻のみがようやく公開された。それ以外の巻についても追及された結果としてわかったことは、1980年代にイリノイ工科大学が該当の文書を破棄していたという事実だった。
核の歴史の研究者であるイギリスのデヴィッド・ロウリーは、このプロジェクトの立案が「非常識」であり「計画が強行されていたら、ニール・アームストロングの『人類にとっては偉大な飛躍である』という言葉に、二度とロマンを感じることはなかっただろう」と述べている。